# Leptostylopsis atromaculatus
Leptostylopsis atromaculatus es una especie de escarabajo longicornio del género Leptostylopsis, tribu Acanthocinini, familia Cerambycidae. Fue descrita científicamente por Fisher en 1926.

## Distribución
Se distribuye por Cuba.

## Descripción
La especie mide 9-12 milímetros de longitud. El período de vuelo ocurre en el mes de mayo.